# Marcela Rizzotto
Marcela Adriana Rizzotto (Rosario, 21 de abril de 1948) es una nadadora, baloncestista, atleta, bioquímica e investigadora argentina. Como deportistas es una de las máximas medallistas paralímpicas de la historia Argentina, habiendo ganado seis medallas en natación -entre ellas dos de oro- y una de bronce en baloncesto en silla de ruedas, en los Juegos Paralímpicos de Toronto 1976 y Arnhem 1980. Por sus logros deportivos fue reconocida en Argentina como Maestra del Deporte. Formada deportivamente en el Departamento de Lisiados del Parque Independencia de Rosario, en 2014 la Municipalidad de Rosario incluyó su nombre en una de las placas colocadas en el Paseo de los Olímpicos.
Como bioquímica es investigadora del CONICET (Instituto de Química de Rosario) sobre complejos metálicos de ligandos de interés biológico, habiendo publicado 25 trabajos hasta 2016.

## Carrera deportiva

### Juegos Paralímpicos de Toronto 1976
Marcela Rizzotto  integró la delegación paralímpica argentina enviada a los Juegos Paralímpicos de Toronto 1976 compitiendo en seis eventos de natación y uno de atletismo (jabalina), obteniendo medalla o diploma en todo los eventos de natación.

#### Dos medallas de bronces en natación
Marcela Rizzotto integró un equipo de natación que tuvo un destacado desempeño en los Juegos, obteniendo 2 medallas de oro y un total de 9 medallas, que lo ubicó en la posición 13.ª del medallero de natación en los juegos, de las cuales Rizzotto aportó dos. El equipo estaba integrado también por Gustavo Galíndez, (Luis Pérez) y Raúl Langhi.
| Natación Mujeres 25 m mariposa 3 Participantes: 4 | Natación Mujeres 25 m mariposa 3 Participantes: 4 | Natación Mujeres 25 m mariposa 3 Participantes: 4 | Natación Mujeres 25 m mariposa 3 Participantes: 4 | Natación Mujeres 25 m mariposa 3 Participantes: 4 |
|                                                   | Atleta                                            | País                                              | Tiempo                                            |                                                   |
| ------------------------------------------------- | ------------------------------------------------- | ------------------------------------------------- | ------------------------------------------------- | ------------------------------------------------- |
| 1                                                 | Elena-Marie Bey                                   | Estados Unidos                                    | RM 19.51                                          |                                                   |
| 2                                                 | M. Herreras                                       | España                                            | 24.87                                             |                                                   |
| 3                                                 | Marcela Rizzotto                                  | Argentina                                         | 27.6                                              |                                                   |
| Fuente: IPC.                                      |                                                   |                                                   |                                                   |                                                   |

| Natación Mujeres 3x25m individual medley 3 Participantes: 8 | Natación Mujeres 3x25m individual medley 3 Participantes: 8 | Natación Mujeres 3x25m individual medley 3 Participantes: 8 | Natación Mujeres 3x25m individual medley 3 Participantes: 8 | Natación Mujeres 3x25m individual medley 3 Participantes: 8 |
|                                                             | Atleta                                                      | País                                                        | Tiempo                                                      |                                                             |
| ----------------------------------------------------------- | ----------------------------------------------------------- | ----------------------------------------------------------- | ----------------------------------------------------------- | ----------------------------------------------------------- |
| 1                                                           | M. Herreras                                                 | España                                                      | RM 1:18.91                                                  |                                                             |
| 2                                                           | M. Tufuesson                                                | Suecia                                                      | 1:25.91                                                     |                                                             |
| 3                                                           | Marcela Rizzotto                                            | Argentina                                                   | 1:32.94                                                     |                                                             |
| Fuente: IPC.                                                |                                                             |                                                             |                                                             |                                                             |

#### Medalla de bronce en baloncesto femenino

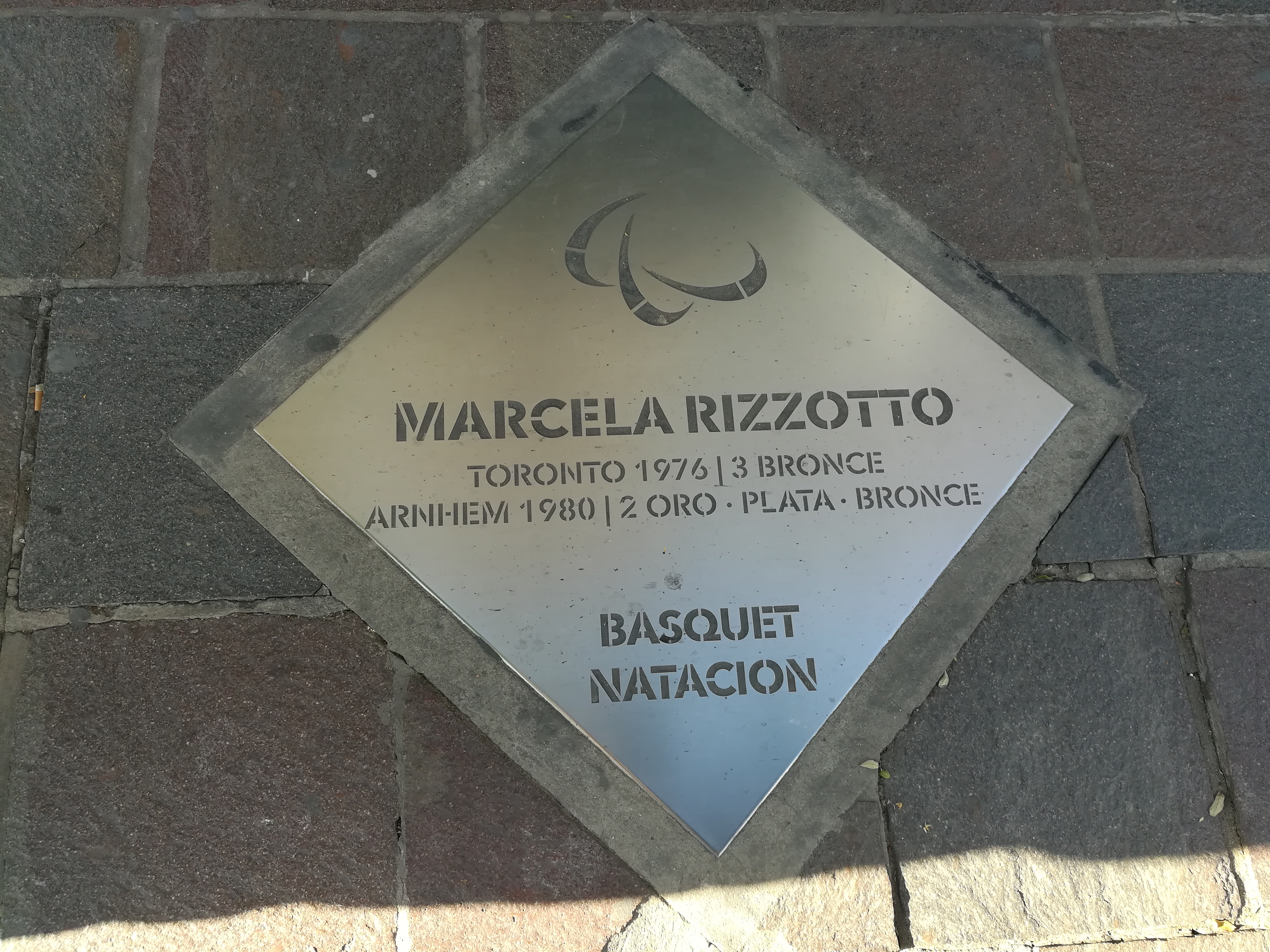
Placa homenaje a Rizzotto en el Paseo de los Olímpicos de Rosario.

El equipo de baloncesto femenino estuvo integrado por Susana Bainer, Elsa Beltrán, Cristina Benedetti, Eugenia García, Graciela Gazzola, Susana Masciotra, Susana Momeso, Marcela Rizzotto, Yolanda Rosa, Cristina Spara y Silvia Tedesco.
Participaron cinco países: Argentina, Canadá, Estados Unidos, Israel y República Federal Alemana que jugaron todos contra todos. Argentina perdió con Israel 16-56 (medalla de oro) y perdió 15-32 con la República Federal Alemana (medalla de plata), y venció a Estados Unidos (34-13) y Canadá (27-23), clasificando tercera y obteniendo así la medalla de bronce.
| Baloncesto Mujeres | Baloncesto Mujeres | Baloncesto Mujeres |
|                    | País               |                    |
| ------------------ | ------------------ | ------------------ |
| 1                  | Israel             |                    |
| 2                  | Alemania (RFA)     |                    |
| 3                  | Argentina          |                    |
| Fuente: IPC.       |                    |                    |

#### Tres diplomas en natación
| Natación Mujeres 50 m libres 3 Participantes: 12 | Natación Mujeres 50 m libres 3 Participantes: 12 | Natación Mujeres 50 m libres 3 Participantes: 12 | Natación Mujeres 50 m libres 3 Participantes: 12 | Natación Mujeres 50 m libres 3 Participantes: 12 |
|                                                  | Atleta                                           | País                                             | Tiempo                                           |                                                  |
| ------------------------------------------------ | ------------------------------------------------ | ------------------------------------------------ | ------------------------------------------------ | ------------------------------------------------ |
| 1                                                | Elena-Marie Bey                                  | Estados Unidos                                   | 0:35.47                                          |                                                  |
| 2                                                | Anna Pogorzelska                                 | Polonia                                          | 0:45.14                                          |                                                  |
| 3                                                | M. Herreras                                      | España                                           | 0:46.83                                          |                                                  |
| 4                                                | Marcela Rizzotto                                 | Argentina                                        | 0:48.25                                          | DP                                               |
| Fuente: IPC.                                     |                                                  |                                                  |                                                  |                                                  |

| Natación Mujeres 50 m espalda 3 Participantes: 11 | Natación Mujeres 50 m espalda 3 Participantes: 11 | Natación Mujeres 50 m espalda 3 Participantes: 11 | Natación Mujeres 50 m espalda 3 Participantes: 11 | Natación Mujeres 50 m espalda 3 Participantes: 11 |
|                                                   | Atleta                                            | País                                              | Tiempo                                            |                                                   |
| ------------------------------------------------- | ------------------------------------------------- | ------------------------------------------------- | ------------------------------------------------- | ------------------------------------------------- |
| 1                                                 | Elena-Marie Bey                                   | Estados Unidos                                    | 0:45.54                                           |                                                   |
| 2                                                 | M. Tufuesson                                      | Suecia                                            | 0:52.70                                           |                                                   |
| 3                                                 | M. Schaefer                                       | Sudáfrica                                         | 0:56.74                                           |                                                   |
| 4                                                 | L. Mol                                            | Países Bajos                                      | 0:56.87                                           | DP                                                |
| 5                                                 | Marcela Rizzotto                                  | Argentina                                         | 0:57.39                                           | DP                                                |
| Fuente: IPC.                                      |                                                   |                                                   |                                                   |                                                   |

| Natación Mujeres 50 m Pecho 3 Participantes: 11 | Natación Mujeres 50 m Pecho 3 Participantes: 11 | Natación Mujeres 50 m Pecho 3 Participantes: 11 | Natación Mujeres 50 m Pecho 3 Participantes: 11 | Natación Mujeres 50 m Pecho 3 Participantes: 11 |
|                                                 | Atleta                                          | País                                            | Tiempo                                          |                                                 |
| ----------------------------------------------- | ----------------------------------------------- | ----------------------------------------------- | ----------------------------------------------- | ----------------------------------------------- |
| 1                                               | Elena-Marie Bey                                 | Estados Unidos                                  | 0:51.14                                         |                                                 |
| 2                                               | M. Herreras                                     | España                                          | 0:57.76                                         |                                                 |
| 3                                               | Anna Pogorzelska                                | Polonia                                         | 0:58.70                                         |                                                 |
| 4                                               | M. Tufuesson                                    | Suecia                                          | 1:00.08                                         | DP                                              |
| 5                                               | L. Mol                                          | Países Bajos                                    | 1:00.39                                         | DP                                              |
| 6                                               | Marcela Rizzotto                                | Argentina                                       | 1:01.79                                         | DP                                              |
| Fuente: IPC.                                    |                                                 |                                                 |                                                 |                                                 |

### Juegos Paralímpicos de Arnhem  1980

#### Cuatro medallas en natación, dos de oro
Marcela Rizzoto fue la figura más destacada de un equipo de natación que tuvo un excelente desempeño, obteniendo 4 medallas de oro y un total de 11 medallas (una de ellas en posta), que lo ubicó en la posición 11.ª del medallero general de natación en los juegos y 8.ª en el medallero de natación femenino. Todas las medallas fueron obtenidas por el equipo femenino. Rizzotto integró el equipo junto a las nadadoras Mónica López, Eugenia García y Susana Masciotra y actuó en cinco eventos, obteniendo medalla en cuatro de ellos y diploma paralímpico en la restante. 
| Natación Mujeres 50 m pecho 3 Participantes: 12 | Natación Mujeres 50 m pecho 3 Participantes: 12 | Natación Mujeres 50 m pecho 3 Participantes: 12 | Natación Mujeres 50 m pecho 3 Participantes: 12 | Natación Mujeres 50 m pecho 3 Participantes: 12 |
|                                                 | Atleta                                          | País                                            | Tiempo                                          |                                                 |
| ----------------------------------------------- | ----------------------------------------------- | ----------------------------------------------- | ----------------------------------------------- | ----------------------------------------------- |
| 1                                               | Marcela Rizzotto                                | Argentina                                       | 56.23                                           |                                                 |
| 2                                               | Nella McPherson                                 | Jamaica                                         | 56.80                                           |                                                 |
| 3                                               | Monika Lundborg                                 | Suecia                                          | 58.00                                           |                                                 |
| Fuente: IPC.                                    |                                                 |                                                 |                                                 |                                                 |

| Natación Mujeres 50 m libre 3 Participantes: 8 | Natación Mujeres 50 m libre 3 Participantes: 8 | Natación Mujeres 50 m libre 3 Participantes: 8 | Natación Mujeres 50 m libre 3 Participantes: 8 | Natación Mujeres 50 m libre 3 Participantes: 8 |
|                                                | Atleta                                         | País                                           | Tiempo                                         |                                                |
| ---------------------------------------------- | ---------------------------------------------- | ---------------------------------------------- | ---------------------------------------------- | ---------------------------------------------- |
| 1                                              | Marcela Rizzotto                               | Argentina                                      | 47.01                                          |                                                |
| 2                                              | Monika Lundborg                                | Suecia                                         | 47.27                                          |                                                |
| 3                                              | D. Smith                                       | Gran Bretaña                                   | 47.98                                          |                                                |
| Fuente: IPC.                                   |                                                |                                                |                                                |                                                |

| Natación Mujeres 25 m mariposa 3 Participantes: 6 | Natación Mujeres 25 m mariposa 3 Participantes: 6 | Natación Mujeres 25 m mariposa 3 Participantes: 6 | Natación Mujeres 25 m mariposa 3 Participantes: 6 | Natación Mujeres 25 m mariposa 3 Participantes: 6 |
|                                                   | Atleta                                            | País                                              | Tiempo                                            |                                                   |
| ------------------------------------------------- | ------------------------------------------------- | ------------------------------------------------- | ------------------------------------------------- | ------------------------------------------------- |
| 1                                                 | Monika Lundborg                                   | Suecia                                            | 23.36                                             |                                                   |
| 2                                                 | Marcela Rizzotto                                  | Argentina                                         | 24.87                                             |                                                   |
| 3                                                 | Malgorzata Adamik                                 | Polonia                                           | 26.04                                             |                                                   |
| Fuente: IPC.                                      |                                                   |                                                   |                                                   |                                                   |

| Natación Mujeres 50 m espalda 3 Participantes: 8 | Natación Mujeres 50 m espalda 3 Participantes: 8 | Natación Mujeres 50 m espalda 3 Participantes: 8 | Natación Mujeres 50 m espalda 3 Participantes: 8 | Natación Mujeres 50 m espalda 3 Participantes: 8 |
|                                                  | Atleta                                           | País                                             | Tiempo                                           |                                                  |
| ------------------------------------------------ | ------------------------------------------------ | ------------------------------------------------ | ------------------------------------------------ | ------------------------------------------------ |
| 1                                                | Malgorzata Adamik                                | Polonia                                          | 49.26                                            |                                                  |
| 2                                                | Nella McPherson                                  | Jamaica                                          | 51.25                                            |                                                  |
| 3                                                | Marcela Rizzotto                                 | Argentina                                        | 52.26                                            |                                                  |
| Fuente: IPC.                                     |                                                  |                                                  |                                                  |                                                  |

#### Diploma en la prueba de medley
| Natación Mujeres 50 m Pecho 3 Participantes: 8 | Natación Mujeres 50 m Pecho 3 Participantes: 8 | Natación Mujeres 50 m Pecho 3 Participantes: 8 | Natación Mujeres 50 m Pecho 3 Participantes: 8 | Natación Mujeres 50 m Pecho 3 Participantes: 8 |
|                                                | Atleta                                         | País                                           | Tiempo                                         |                                                |
| ---------------------------------------------- | ---------------------------------------------- | ---------------------------------------------- | ---------------------------------------------- | ---------------------------------------------- |
| 1                                              | Monika Lundborg                                | Suecia                                         | 1:53.63                                        |                                                |
| 2                                              | D. Smith                                       | Reino Unido                                    | 1:55.29                                        |                                                |
| 3                                              | Malgozata Adamik                               | Polonia                                        | 1:58.16                                        |                                                |
| 4                                              | Nella McPherson                                | Jamaica                                        | 2:00.03                                        | DP                                             |
| 5                                              | Marcela Rizzotto                               | Argentina                                      | 2:01.61                                        | DP                                             |
| Fuente: IPC.                                   |                                                |                                                |                                                |                                                |